# Моисеева, Александра Михайловна (писательница)
Александра Михайловна Моисеева (псевдоним: А. Мирэ; 1874—1913) — прозаик, переводчица.

## Биография
Дочь небогатого провинциального чиновника, училась в Борисоглебской гимназии, которую оставила в 16 лет, «чтобы поступить на сцену в одном из приволжских городов». В начале 1890-х, охладев к артистической деятельности, перебралась в Москву, где попала в среду революционной молодёжи; в 1893 году была арестована. Весной 1894 года её освободили из одесской тюрьмы, до осени 1897 года жила в Кишинёве под надзором полиции, после чего уехала в Париж, где прожила два года, затем скиталась по Европе (Франция, Италия, Бельгия, Швейцария). вращалась в богемной среде художников-французов, работала натурщицей; была вхожа в круги русских парижан. Один из любовников Мирэ продал её в Марселе в публичный дом; ей удалось оттуда бежать, добраться (прося подаяние) до Парижа.
Вернулась в Россию (1902) и поселилась в Нижнем Новгороде. В это время начинается её литературная деятельность: в газете «Нижегородский листок» и «Одесские новости» регулярно печатались прозаические миниатюры. 56 ранних рассказов Мирэ собраны в её книге «Жизнь» (1904).
В 1903 году встретилась в Нижнем Новгороде с Г. И. Чулковым, знавшим её с отроческих лет, который способствовал приобщению Мирэ к кругу петербургских символистов. С 1905 года в Петербурге Мирэ печатается в столичных изданиях модернистского толка.
Тяжело заболев в конце августа 1913 года, Мирэ в полубессознательном состоянии была отправлена хозяйкой квартиры, которую она снимала, в Старо-Екатерининскую больницу, где она через неделю умерла. После смерти, поскольку родственников покойной не обнаружилось, Мирэ была похоронена в общей могиле на Ваганьковском кладбище. Друзья узнали о её смерти только три месяца спустя и смогли получить оставшиеся после неё рукописи. На панихиду в Казанском соборе в Петербурге явилось всего шесть человек, хотя, как говорилось в заметке, извещавшей об этом событии, «многие видели у себя эти мечтательные, загадочно горевшие голубые глаза, эту сухую фигуру женщины с нежным голосом, так хорошо звучащим».
Библиография: публикации в журналах «Вопросы жизни», «Наша жизнь», «Прометей», «Перевал», «Иллюстрированный еженедельник», «Солнце России» и др. Сборники рассказов «Жизнь» (Н. Новгород, 1904), «Чёрная пантера» (М., 1907). Переводы – Ж. Роденбах «Мертвый Брюгге», «Звонарь» (М., 1909), Ж. А. Барбье д’Оревильи «Дьявольские маски» (М., 1909), Э. Золя «Жерминаль» («Углекопы», СПб., 1912), новеллы Г. Мопассана (Пг., 1916).